# Sapajus xanthosternos
Sapajus xanthosternos là một loài động vật có vú trong họ Cebidae, bộ Linh trưởng. Loài này được Wied-Neuwied mô tả năm 1826.

## Hình ảnh

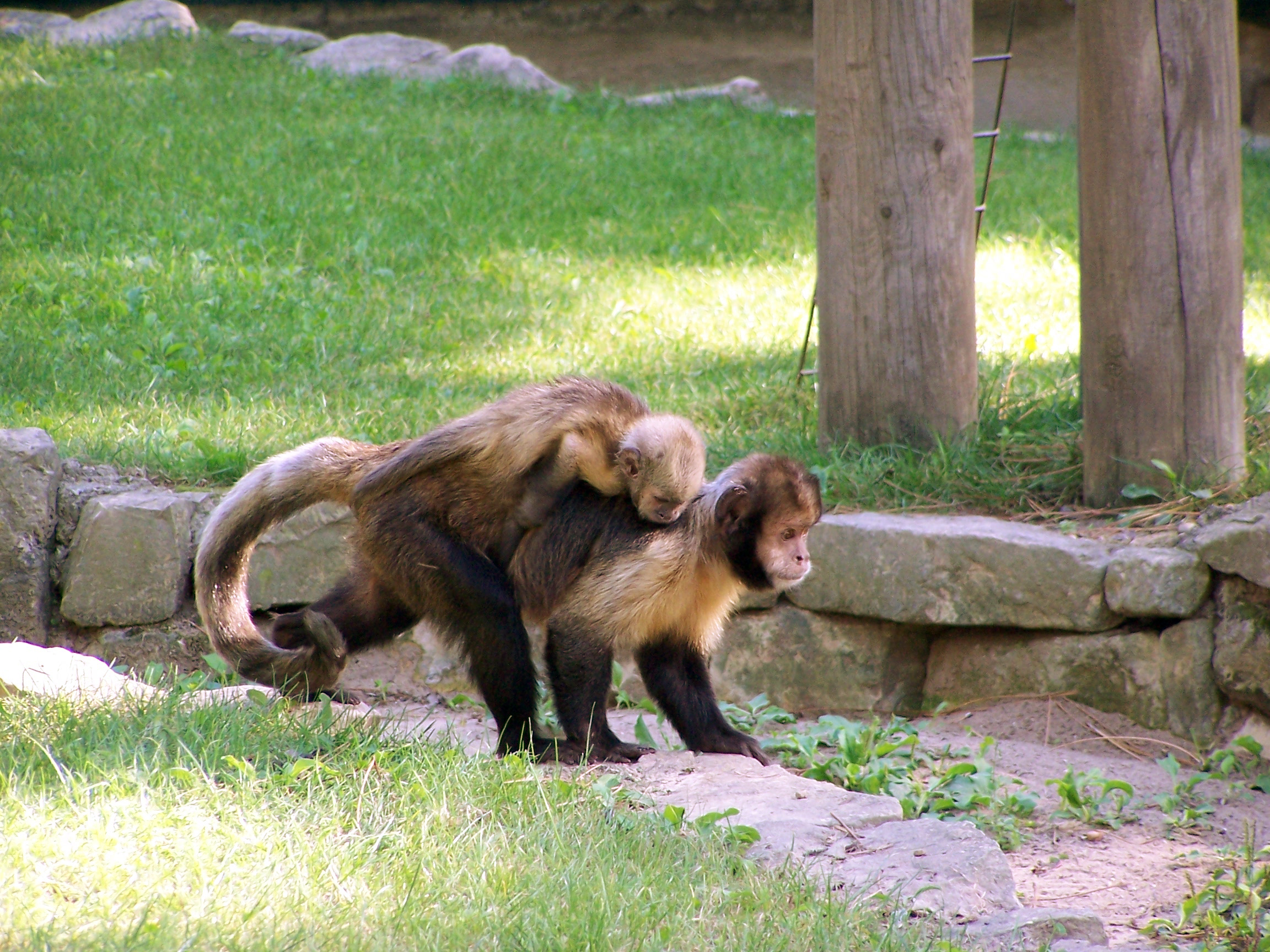